# Esterno sinistro

Posizione dell'Esterno sinistro sul campo da baseball

L'esterno sinistro (LF) è un ruolo difensivo del baseball e del softball, ricoperto dal giocatore della squadra in difesa che occupa la parte sinistra del campo esterno. Questa zona si trova al di fuori del diamante ed alla sinistra di chi guarda il campo dalla casa base.
Nelle annotazioni relative alle partite, la sua posizione è identificata dal numero 7.

## Descrizione
Gli esterni devono coprire lunghe distanze, quindi necessitano di velocità ed istinto. Devono essere in grado di afferrare le palle al volo e di lanciarle con precisione al fine di eliminare il battitore della squadra avversaria e devono inoltre saper giudicare quando è il caso di tentare una presa difficile col rischio di perdere la palla e quando è possibile anche lasciarla cadere per garantire un gioco rapido ed impedire quindi l'avanzata dei corridori.
Gli esterni sinistri si trovano a dover familiarizzare con le diverse configurazioni dell'area di foul ed impedire che le palle sorpassino le linee di foul dell'angolo sinistro del campo. I giocatori dilettanti possono trovare difficoltoso concentrarsi sul gioco essendo così lontani dall'azione. Trovare la posizione corretta dà a questi giocatori qualcosa su cui concentrarsi ad ogni lancio. Le palle rinviate verso l'angolo sinistro tendono a curvare verso la linea di foul e gli esterni sinistri devono riuscire a regolarsi di conseguenza.